# سیگدو کوپرز
سیگدو کوپرز (به اسپانیایی: Sigdo Koppers) شرکت خوشه‌ای شیلیایی است، که در زمینه تولید ماشین‌آلات صنعتی، نمایندگی انحصاری فروش و لیزینگ خودروهای شرکت‌های آلفا رومئو، فراری، فیات، کیا موتورز، جیپ، میتسوبیشی موتورز، کرایسلر و مازراتی در کشورهای کلمبیا، شیلی، پرو و آرژانتین، خدمات بسته‌بندی، تجارت و بازرگانی کالا، همچنین ارائه خدمات لجستیک فعالیت می‌کند. 
شرکت سیگدو کوپرز در سال ۱۹۶۰ تأسیس شد و در حال حاضر دارای عملیات در قاره آمریکا، اروپا، اقیانوسیه و آسیا می‌باشد.
دفتر مرکزی این شرکت در شهر سانتیاگو، شیلی قرار دارد و بخشی از سهام آن در بازار بورس اوراق بهادار سانتیاگو معامله می‌شود.